# Rowan Peacock
Rowan Ernest Arthur Peacock (nascido em 31 de outubro de 1936) é um ex-ciclista de pista sul-africano.
Competiu representando a África do Sul durante os Jogos Olímpicos de Verão de 1960, realizados na cidade de Roma, Itália, onde terminou em 15º na perseguição por equipes.